# ホセ・デメトリオ・ロドリゲス
ホセ・デメトリオ・ロドリゲス（José Demetrio Rodríguez、1780年2月 - 1846年6月2日）はスペインの植物学者である。

## 略歴
セビリアで生まれた。1800年までセビリアの王立医学科学協会（Regia Sociedad de Medicina y Demás Ciencias de Sevilla）の植物園のアバト神父（Pedro Abat）から植物学を学んだ。その後マドリードに出て、マドリード王立植物園のアントニオ・ホセ・カヴァニレスのもとで働いた。1803年にマリアーノ・ラガスカ・イ・セグーラとともにスペイン各地の植物の採集を行った。ロドリゲスはスペイン南部を担当し、いくつかの新種を含む、多くの植物を集め、1816年に著書 "Genera et species plantarurn, qaae novaesant aur nondum recte cognascantu"を出版した。
1804年にカヴァニレスが没した後も、王立植物園で働き1806年から1827年の間、植物学の副教授を務めた。南米の植物に関する著書、"Flora peruviana et chilensis, y en la Ceres hispánica"に関わった。1839年にマリアーノ・ラガスカの後を継いでマドリード王立植物園の園長を没するまで務めた。